# Farez Brahmia
Farez Brahmia (Saint-Louis, Francia, 24 de enero de 1990) es un futbolista francés. Juega de volante y su actual equipo es el SR Colmar de la Championnat National de Francia.

## Clubes
| Club          | País    | Año       |
| ------------- | ------- | --------- |
| RC Strasburgo | Francia | 2009-2011 |
| SR Colmar     | Francia | 2012-     |